# Aux-Marais
Aux-Marais là một xã thuộc tỉnh Oise trong vùng Hauts-de-France phía bắc Pháp. Xã này nằm ở khu vực có độ cao trung bình 67 mét trên mực nước biển.